# Camilo Maria Ferreira Armond
Camilo Maria Ferreira Armond, Conde de Prados (Barbacena, na paróquia de Prados, 7 de agosto de 1815 – Rio de Janeiro, 14 de agosto de 1882) foi um médico e político brasileiro. Filho de Marcelino José Ferreira Armond, primeiro barão de Pitangui, e de Possidônia Eleodora da Silva.
Casou-se com Josefina Camila Gomes de Sousa.

## Político e revolucionário
Estudou no colégio do Caraça e no seminário de Mariana, em Minas Gerais. Formou-se em medicina na Academia de Medicina de Paris em 1837 com a tese "Essai sur l'étude de la vie". Casou com Josefina Cândida Gomes de Sousa. Clinicou até 1851. Foi Juiz de Paz, deputado provincial e deputado geral de 1848 a 1849, de 1864 a 1868 e de 1878 a 1881, somando ao todo quatro legislaturas. Reorganizou o Partido Liberal na região de Barbacena e foi preso pela sua participação na Revolução Liberal de 1842 em Minas Gerais, ao lado de Teófilo Otoni e outros líderes.
Fundou o jornal partidário "Eco da Razão", do qual foi redator e que desapareceu com a Revolta de 1842. Vários exemplares deste periódico encontram-se nos arquivos da Biblioteca Nacional, contendo relatos e manifestos relativos ao movimento revolucionário.
Presidiu a província do Rio de Janeiro (1878-1879) e a Câmara Municipal de Barbacena (1849). Em 1855 foi feito Comendador da Ordem de Cristo, por decreto Imperial. Foi criado Barão de Prados em 30 de março de 1861, visconde em 1871 e conde em 1880. Em 1879 foi nomeado Conselheiro de Estado. Presidiu a Câmara dos Deputados de 1864 a 1866 e de 1878 a 18 de janeiro de 1882. A ele é creditada a organização da biblioteca da Câmara dos Deputados.

## Cientista
Foi diretor do Observatório Astronômico do Rio de Janeiro. Dedicou-se por longos anos à observação e estudos astronômicos que deixou registrados no Tratado de Astronomia Aplicada e de Geodésica Prática, de Emmanuel Liais, e nos Anais do Imperial Observatório Astronômico da Corte. Correspondia com Carlos Frederico von Martius e com Emmanuel Liais. O felino do período quaternário descoberto pelos dois sábios nas cavernas de Lagoa Santa recebeu o nome de Machaerodus Pradosii em homenagem ao Conde de Prados. Em 1877 escreveu uma série de artigos no Jornal do Comércio demonstrando a inconveniência da utilização de canos de chumbo para o serviço de abastecimento de água da Corte.

## Benfeitor
Seguindo o exemplo paterno, foi grande benfeitor e não descuidou das questões sociais de seu tempo. Católico, fundou a Santa Casa de Misericórdia de Barbacena (1856) recusando a  herança que lhe deixaria o seu tio e padrinho Antônio José Ferreira Armond. Nesta ocasião libertou todos os escravos da Fazenda Ponte Nova que havia herdado doando a estes metade das terras da propriedade e destinando à Santa Casa a outra metade. Por testamento concedeu a liberdade a quatrocentos e quarenta e três escravos, durante a vida já havia dado alforria a muitos outros. Faleceu no Rio de Janeiro em sua residência em Laranjeiras.